# Лав, Джулиан
Джулиан Лав (англ. Julian Love; 19 марта 1998, Уэстчестер, Иллинойс) — профессиональный американский футболист, корнербек. Выступает в НФЛ в составе клуба «Нью-Йорк Джайентс». На студенческом уровне играл за команду университета Нотр-Дам. На драфте НФЛ 2019 года был выбран в четвёртом раунде.

## Биография
Джулиан Лав родился 19 марта 1998 года в Уэстчестере в штате Иллинойс. Окончил старшую школу Назарет Академи в Ла-Грейндж-Парке. В составе её футбольной команды Лав выигрывал чемпионат штата в 2014 и 2015 годах. В последнем сезоне он вошёл в состав символической сборной звёзд Иллинойса по нескольким версиям. ESPN и Rivals включили его в число десяти лучших молодых игроков штата.

### Любительская карьера
После окончания школы Лав поступил в университет Нотр-Дам. В составе его команды он дебютировал в 2016 году, по ходу сезона стал игроком основного состава. В двенадцати проведённых матчах он сделал 45 захватов, став лидером среди новичков NCAA. В 2017 году Лав сыграл тринадцать матчей и сделал 68 захватов. Сбитые им 20 передач стали новым рекордом университета, предыдущее достижение составляло 13 сбитых мячей и было установлено в 1969 году. По ходу турнира он сделал два тачдауна на возвратах перехватов, став восьмым в истории университета автором такого достижения.
В сезоне 2018 года Лав сыграл двенадцать матчей, по его ходу установив новый рекорд команды по числу сбитых за карьеру передач. По итогам турнира он был включён в состав сборной звёзд NCAA, вошёл в число финалистов награды Джима Торпа лучшему ди-бэку студенческого футбола, а также претендовал на Трофей Бронко Нагурски, присуждаемый лучшему защитнику по итогам сезона.

#### Статистика выступлений в NCAA
| Сезон | Команда               | Игры | Захваты | Захваты | Захваты | Захваты | Захваты | Перехваты | Перехваты | Перехваты | Перехваты | Перехваты | Фамблы | Фамблы | Фамблы | Фамблы |
| Сезон | Команда               | Игры | Solo    | Ast     | Tot     | Loss    | Sk      | Int       | Yds       | Y/R       | TD        | PD        | FR     | Yds    | TD     | FF     |
| ----- | --------------------- | ---- | ------- | ------- | ------- | ------- | ------- | --------- | --------- | --------- | --------- | --------- | ------ | ------ | ------ | ------ |
| 2016  | Нотр-Дам Файтин Айриш | 12   | 32      | 13      | 45      | 2,0     | 0,0     | 1         | 2         | 2,0       | 0         | 3         | 1      | 0      | 0      | 1      |
| 2017  | Нотр-Дам Файтин Айриш | 13   | 45      | 23      | 68      | 1,0     | 0,0     | 3         | 153       | 51,0      | 2         | 20        | 0      | 0      | 0      | 0      |
| 2018  | Нотр-Дам Файтин Айриш | 12   | 49      | 14      | 63      | 3,0     | 0,0     | 1         | 4         | 4,0       | 0         | 16        | 3      | 0      | 1      | 1      |
| Всего | Всего                 | 37   | 126     | 50      | 176     | 6,0     | 0,0     | 5         | 159       | 31,8      | 2         | 39        | 4      | 0      | 1      | 2      |

### Профессиональная карьера
Перед драфтом НФЛ 2019 года аналитик сайта Bleacher Report Мэтт Миллер отмечал высокую результативность Лава во время его студенческой карьеры. К сильным сторонам игрока он относил его быстроту и подвижность, способность играть в зонном и персональном прикрытиях, хорошую технику и умение противостоять принимающим на маршрутах. Среди минусов Миллер называл недостаточно высокую скорость, проблемы в игре против физически более мощных ресиверов, нехватку мышечной массы.
На драфте Лав был выбран «Нью-Йорк Джайентс» в четвёртом раунде под общим 108 номером. В мае, перед началом тренировочных сборов для новичков, он подписал с клубом четырёхлетний контракт на 3,2 млн долларов. В первых десяти матчах регулярного чемпионата он большую часть времени провёл в составе специальных команд, а затем заменил в основном составе травмированного Джабрила Пепперса и концовку сезона провёл на позиции сэйфти. В пятнадцати играх Лав сделал 37 захватов и перехват. В 2020 году он сыграл шестнадцать матчей, в концовке чемпионата вернувшись на более привычную позицию корнербека. За сезон он сделал 61 захват, а сайт Pro Football Focus поставил ему одну из самых высоких в лиге оценок за игру в прикрытии.

#### Статистика выступлений в НФЛ

##### Регулярный чемпионат
| Сезон | Команда           | Игры | Захваты | Захваты | Захваты | Захваты | Захваты | Перехваты | Перехваты | Перехваты | Перехваты | Перехваты | Фамблы | Фамблы | Фамблы | Фамблы |
| Сезон | Команда           | Игры | Solo    | Ast     | Tot     | Loss    | Sk      | Int       | Yds       | Y/R       | TD        | PD        | FR     | Yds    | TD     | FF     |
| ----- | ----------------- | ---- | ------- | ------- | ------- | ------- | ------- | --------- | --------- | --------- | --------- | --------- | ------ | ------ | ------ | ------ |
| 2019  | Нью-Йорк Джайентс | 15   | 30      | 7       | 37      | 5       | 0,0     | 1         | 30        | 30,0      | 0         | 3         | 0      | 0      | 0      | 1      |
| 2020  | Нью-Йорк Джайентс | 16   | 47      | 17      | 64      | 1       | 0,0     | 1         | 13        | 13,0      | 0         | 3         | 0      | 0      | 0      | 0      |
| 2021  | Нью-Йорк Джайентс | 17   | 36      | 30      | 66      | 1       | 0,5     | 1         | 0         | 0,0       | 0         | 7         | 1      | -3     | 0      | 0      |
| Всего | Всего             | 48   | 113     | 54      | 167     | 7       | 0,5     | 3         | 43        | 14,3      | 0         | 13        | 1      | -3     | 0      | 1      |